# Meinhard van Segeberg

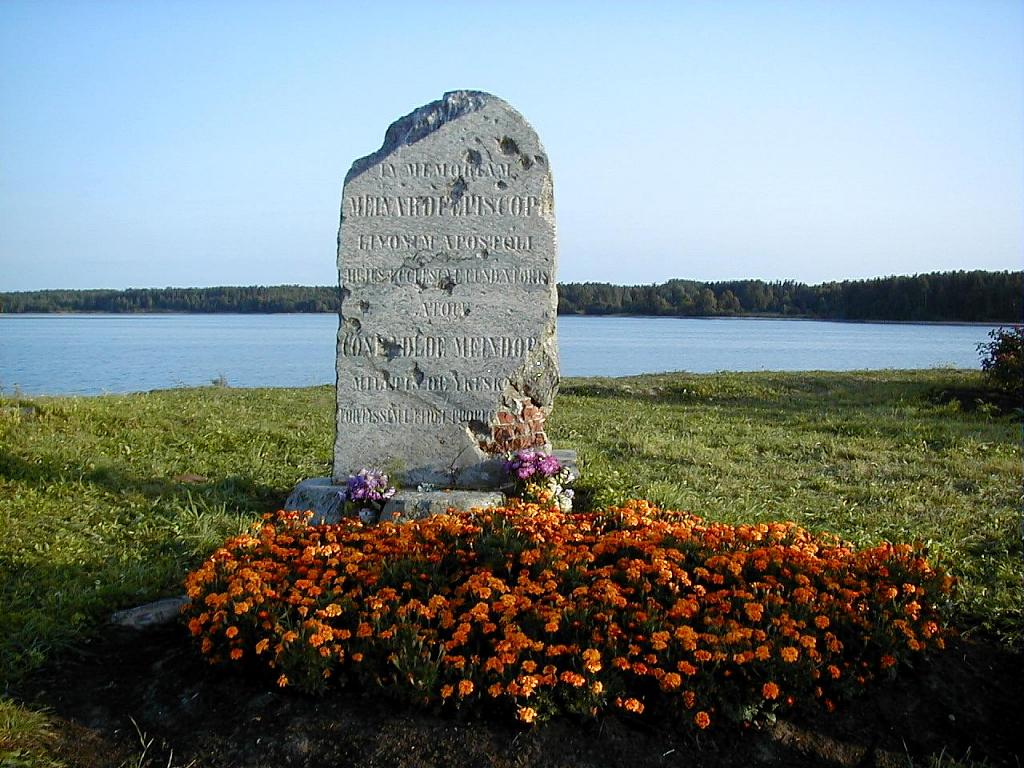
Monument in Ikšķile ter nagedachtenis van Meinhard van Segeberg

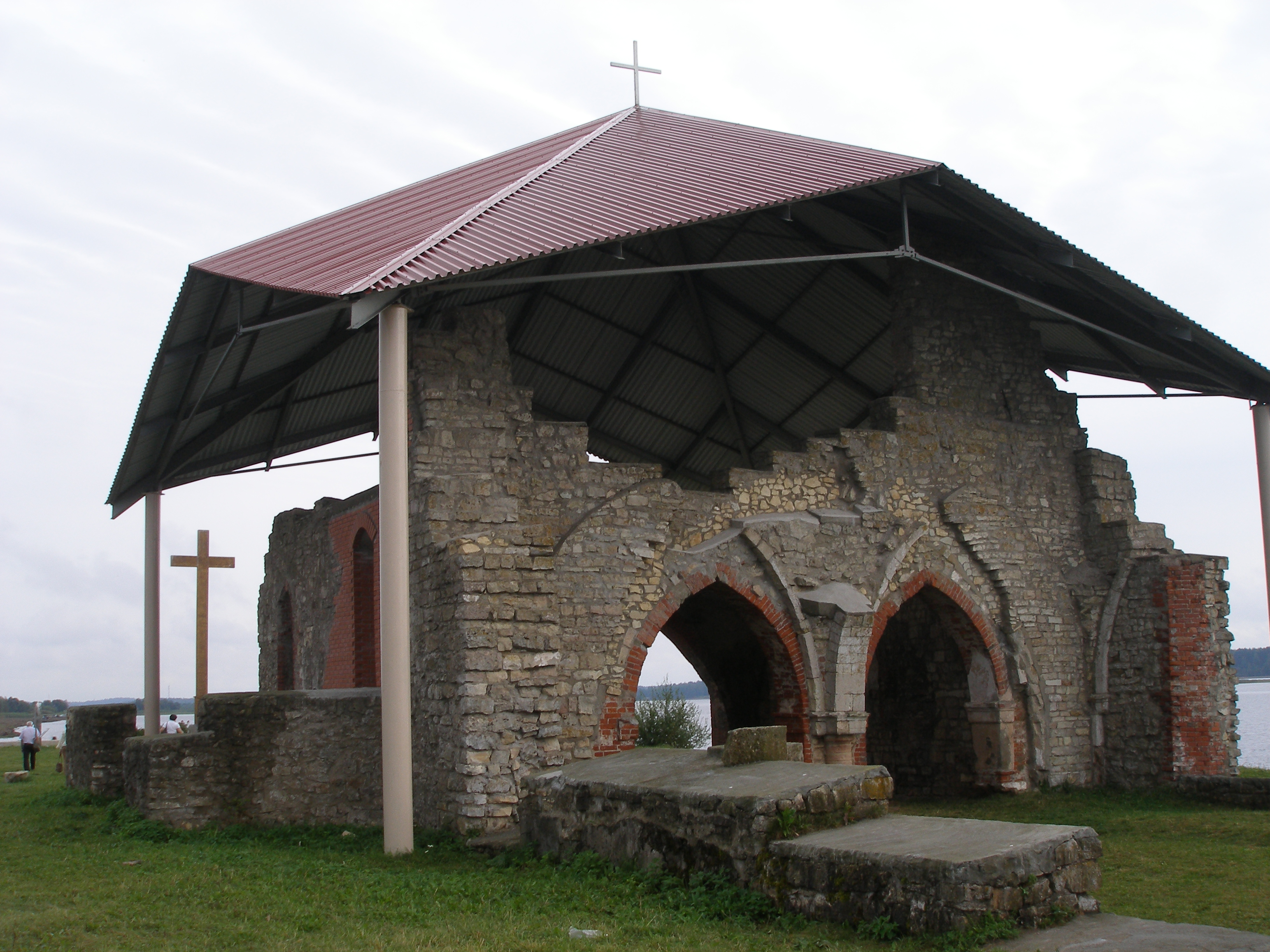
Ruïne van de kerk van Ikšķile, het oudst bekende stenen bouwwerk in het huidige Letland

Meinhard van Segeberg, of Sint Meinhard (overleden 14 augustus of 11 oktober 1196) was een Duitse kanunnik en de eerste bisschop van Lijfland. Zijn leven werd beschreven in de Kroniek van Hendrik van Lijfland. Zijn lichaam rust in de nu lutherse Dom van Riga.
Als kanunnik van de abdij van Segeberg werd Meinhard mogelijk geïnspireerd door Vicelinus en zijn zendingswerk onder de heidense Wenden in Holstein. Vergezeld van Duitse handelaren trok Meinhard op een missie naar Lijfland om de heidense Lijven tot het Rooms-katholicisme te bekeren. 
Hij vestigde zich in Ikšķile (Duits: Üxküll) aan de Westelijke Dvina, waar hij in 1185-1186 een stenen kerk, gewijd aan Maria bouwde. Na een aanval door de heidense Litouwers bracht Meinhard steenhouwers uit Gotland om een fort te bouwen ter verdediging tegen toekomstige aanvallen.  
In Salaspils (Duits: Kirchholm) werd een ander stenen kasteel gebouwd als een geschenk voor de pas bekeerde heidenen. De bewoners kwamen echter in opstand en probeerden Meinhard uit Lijfland te verdrijven.
Toen hij in 1186 kort naar Duitsland terugkeerde, werd Meinhard door Hartwig van Uthlede, aartsbisschop van Bremen tot bisschop van Üxküll gewijd. Het nieuwe bisdom werd in september 1188 door paus Clemens III bevestigd. In 1190 stond Clemens III iedere monnik toe om aan de missie van Meinhard deel te nemen. 
De volgende paus, Celestinus III, toonde in een brief van april 1193 enthousiaste steun voor de missie. Hij machtigde tot actieve werving voor zendingswerk, waarbij hij uitzonderingen op de voedsel- en kledingregels van de monniken toeliet en aflaten verleende aan diegenen die de missie toetraden. Een van de rekruten was Diederik van de abdij van Loccum, die in Turaida (Duits: Treyden) een missie begon en de Lijfse hoofdman Kaupo tot het christendom bekeerde.
Meinhard werd opgevolgd door Berthold van Hannover en later Albert van Riga, die de Lijflandse Kruistocht begon en de Orde van de Zwaardbroeders stichtte.